# Kenrickodes pauliani
Kenrickodes pauliani là một loài bướm đêm trong họ Noctuidae.